# كأس العالم لكرة الماء للنساء 1988
كأس العالم لكرة الماء للنساء 1988 كان الموسم السادس من كأس فينا للنساء، وجرت المنافسات في كرايستشرش نيوزيلندا، ونظمت من قبل الاتحاد الدولي للسباحة (FINA).
وتوج منتخب هولندا بكأس البطولة. فيما حل منتخب المجر في المركز الثاني، ومنتخب كندا في المركز الثالث.